# Katholm-Løbet 12. september 1937
|  | Denne artikel er oprettet af botten Steenthbot ud fra en ekstern database. Den kan derfor have sproglige fejl eller mangler. Denne skabelon kan fjernes efter kontrol af indholdet. |

Katholm-Løbet 12. september 1937 er en dansk dokumentarisk optagelse fra 1937.

## Handling
Den 12. september 1937 arrangerede Randers Motor Sport et stort motorcykelløb på markerne ved Katholm Gods, syd for Grenaa. Vi følger det hæsblæsende løb i mudderet. En sluttekst fortæller, at løbets fire vindere i hver deres kubikklasse blev Chr. Maagaard, Randers, Carl Hansen, Aarhus, Heiberg Andersen, Silkeborg, og Bach Sørensen, Randers.